# Wini
Wini (Wine, żył w VII wieku, zm. przed 672) – średniowieczny katolicki biskup Londynu i pierwszy biskup Winchesteru.
Informacje na temat życia biskupa Wini umieścił Beda Czcigodny w swoim dziele Historia ecclesiastica gentis Anglorum. Według tych zapisów Wini miał przybyć z królestwa frankijskiego, gdzie otrzymał święcenia biskupie. 
W 660 roku doszło do sporu między królem Wesseksu Cenwalhem a biskupem Wesseksu Agilbertem. Król tak zniecierpliwił się tym, iż biskup mimo kilku lat pracy w jego kraju, wciąż nie opanował miejscowego języka, że podzielił swój kraj na dwie diecezje. Do jednej z nich - Winchester zaprosił właśnie Wini. Niedługo jednak nowo mianowany biskup cieszył się łaskawością władcy - został zmuszony do opuszczenia diecezji, która pozostała bez biskupa aż do 670 roku, kiedy wyświęcono na to stanowisko Leuthere. Udał się na dwór Wulfhere, króla Mercji. Ten zdecydował się w 666 roku na osadzenie go na czele diecezji londyńskiej, która pozostawała bez biskupa od śmierci św. Cedda.
Podczas pobytu na dworze w Wesseksie, Wini wziął udział, wraz z dwoma anonimowymi biskupami brytyjskimi, w konsekracji na biskupa św. Chada, późniejszego biskupa Northumbrii. Konsekracja ta, jak stwierdził wysłannik Rzymu a zarazem nowy arcybiskup Canterbury Teodor z Tarsu, była nieważna, gdyż brytyjscy biskupi należeli do kościoła iroszkockiego i nie zostali uznani przez kościół łaciński. Arcybiskup Teodor pozostawił jednak Wini na jego diecezji, a ujęty pokorą Chada dokończył jego sakrę w obrządku łacińskim.
Wini kierował diecezją londyńską aż do swojej śmierci. Jego następcą został biskup Erkenwald.